# Vol China Eastern Airlines 583
Le vol China Eastern Airlines 583 est un vol international régulier reliant Pékin, en Chine, à Los Angeles, aux États-Unis, avec une escale prévue à l'aéroport international de Shanghai Hongqiao. Le 6 avril 1993, à 1 h 10 HST, alors que le McDonnell Douglas MD-11 est en vol de croisière au-dessus de l'océan Pacifique, près des îles Aléoutiennes, à une altitude de 33 000 pieds (10 000 m), un des pilotes déploie accidentellement les becs de bord d'attaque en plein vol, provoquant plusieurs violentes oscillations au niveau du tangage de l'appareil et lui faisant perdre près de 5 000 pieds (1524 m) d'altitude, avec une assiette à piquer allant jusqu'à 24,3° et des forces d'accélérations allant de 2,06 à -1,24 G. 
Le commandant de bord retrouve finalement un vol stabilisé, déclare une urgence en raison du grand nombre de blessés parmi les passagers et les membres d'équipage et se déroute vers la Eareckson Air Station, située sur l'île de Shemya, au sud-ouest de l'Alaska, pour y effectuer un atterrissage d'urgence à 3 h 29. L'appareil n'a pas subi de dommages structurels externes, mais la cabine passagers a été considérablement endommagée.
Sur les 255 passagers et membres d'équipage présents à bord, 60 ont été hospitalisés ; deux sont finalement morts des suites de leurs blessures. Parmi les membres de l'équipage, 5 n'ont subi aucune blessure et 3 ont reçu des blessures graves. Parmi les agents de bord, 8 n'ont subi aucune blessure et 4 ont été grièvement blessés. Parmi les passagers survivants, 84 n'ont subi aucune blessure, 96 ont été légèrement blessés et 53 ont été grièvement blessés.  

## Contexte

### Avion
L'appareil impliqué était un McDonnell Douglas MD-11 âgé de deux ans, immatriculé B-2171 (numéro de série 48495/461). Il a effectué son premier vol en 1991 et a été livré, avec quatre autres MD-11, à la compagnie aérienne chinoise China Eastern Airlines le 24 mai de la même année. Cet avion gros-porteur était propulsé par trois turboréacteurs à double flux, de type Pratt & Whitney PW4460. Il totalisait 4 810 heures de vol et 1 571 cycles (décollage/atterrissage) au moment de l'accident.

### Équipage
L'équipage du vol 583 était composé d'un commandant de bord, d'un copilote, ainsi que d'un ingénieur de vol (référencé par la compagnie aérienne en tant que second officier) et d'un opérateur radio. Il y avait également quatre membres du personnel navigant technique (PNT) supplémentaire, servant alors d'équipage de relève, ainsi que 12 membres du personnel navigant commercial (PNC) en cabine.
Le commandant de bord, âgé de 42 ans, était formé pour piloter des Iliouchine Il-14, Hawker Siddeley Trident, Airbus A300-600, Airbus A310 et McDonnell Douglas MD-11. Il avait commencé sa formation sur ce modèle d'avion en août 1991 et l'avait terminée en février 1993, deux mois avant l'accident. Au moment de l'accident, il totalisait 8 535 heures de vol, dont 1 341 heures sur MD-11.
Le copilote, âgé de 43 ans, était formé pour piloter sur Iliouchine Il-14, Antonov An-24, British Aerospace 146 et McDonnell Douglas MD-11. Il avait effectué sa formation sur ce modèle d'avion en décembre 1992. Au moment de l'accident, il totalisait 9 714 heures de vol, dont 199 heures sur MD-11.
L'ingénieur de vol, âgé de 41 ans, avait de l'expérience sur Hawker Siddeley Trident, Airbus A300-600, Airbus A310 et McDonnell Douglas MD-11. Il avait complété sa formation sur ce modèle d'avion en août 1991. Au moment de l'accident, il totalisait 9 892 heures de vol à son actif.

## Enquête

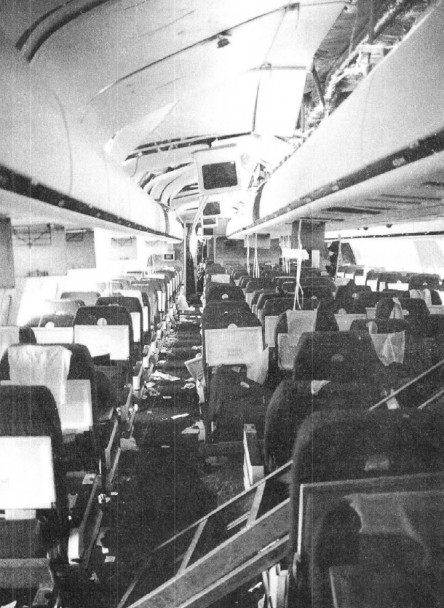
Les dommages dans la cabine du vol 583.

Le rapport final de l'enquête du Conseil national de la sécurité des transports (NTSB), assisté par l'Administration de l'aviation civile de Chine (CAAC), a été publié le 27 octobre 1993 et conclut que l'accident du vol 583 est principalement dû à la conception inadéquate de la poignée d'actionnement des volets/becs par le constructeur de l'avion, McDonnell Douglas, qui a permis à la poignée d'être facilement délogée de la position UP/RET (rétractée), provoquant ainsi l'extension des becs de bord d'attaque pendant le vol de croisière. 
Les enquêteurs estiment que le commandant de bord, alors pilote en fonction (PF), a probablement déplacé cette poignée involontairement, alors qu'il effectuait une saisie de donnée de vol dans l'ordinateur de bord, situé sur son côté et positionné à proximité de la poignée de commande des volets/becs.
Ce déploiement inattendu des becs de bord d'attaque a fait brusquement cabrer le nez de l'appareil. Le commandant a alors remis la poignée dans la bonne position et, dans le but de corriger le tangage du MD-11, a poussé le manche vers l'avant avec suffisamment de force pour désactiver le pilote automatique, provoquant ainsi un brusque mouvement à piquer de l'avion. L'appareil a ensuite continué à osciller entre l'inclinaison à cabrer et celle à piquer, en raison de la surutilisation, par le commandant de bord, des gouvernes de profondeur jusqu'à ce qu'il soit capable de stabiliser l'attitude de l'avion.
Cela a été aggravé par le manque de formation spécifique aux pilotes de MD-11 concernant la récupération après une perte de contrôle à haute altitude, les caractéristiques associées aux commandes de vol de ce type d'avion pendant le vol en croisière, ainsi que l'influence de l'activation/désactivation de l'alarme de décrochage sur les commandes effectuées par le commandant de bord pendant les oscillations. 
L'un des facteurs contributifs au grand nombre de blessés était le manque d'utilisation des dispositifs de retenue des sièges par les occupants de l'avion. En effet, au moment de l'incident, soit les passagers ne portaient pas leur ceinture de sécurité, soit celle-ci était desserrée, soit ils se tenaient debout dans l'allée.

## Conséquences
Les recherches menées sur l'historique opérationnel du MD-11 ont révélé que, depuis la mise en service de ce type d'avion en 1990, plusieurs compagnies aériennes ont connu un total de 12 incidents similaires impliquant le déploiement accidentel des becs durant différentes phases de vol. En réponse à ces incidents, McDonnell Douglas a donné comme instruction à tous les exploitants de faire preuve d'une prudence particulière lors de la manipulation des commandes de vol dans le poste de pilotage, afin d'éviter tout réglage accidentel de la poignée d'actionnement des becs.
À la suite de l'incident du vol 583, le constructeur américain a également modifié la conception de cette poignée, afin qu'une extension accidentelle des becs en vol de croisière ne soit plus possible.

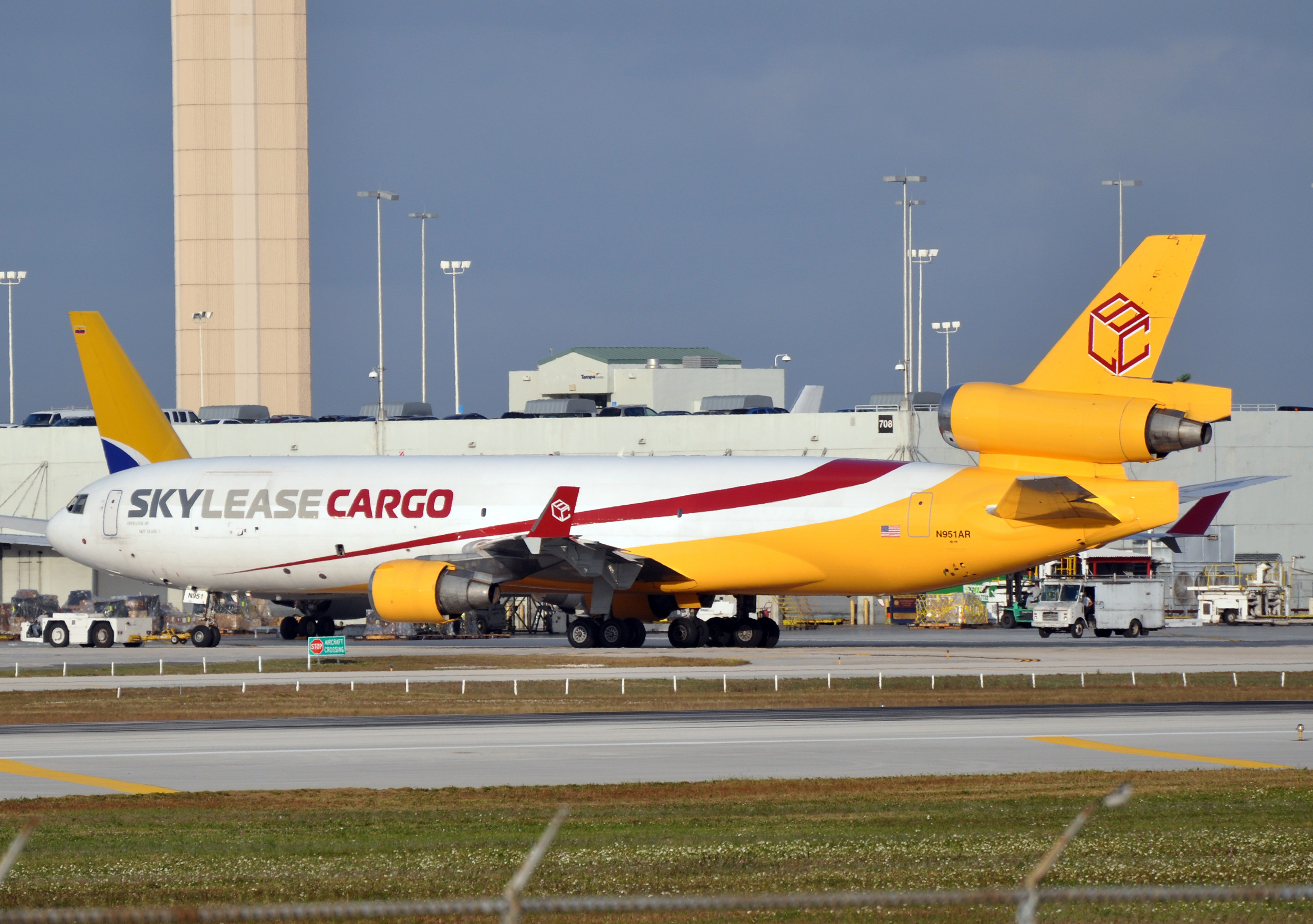
Le MD-11 impliqué dans l'accident, alors en service pour (immatriculation N951AR), ici en janvier 2012.

L'appareil a été réparée et a continué à effectuer des vols pour China Eastern Airlines jusqu'en mars 2005, date à laquelle il a été converti en avion-cargo pour China Cargo Airlines (en). En juillet 2010, il a été réimmatriculé N951AR, puis a servi chez Sky Lease Cargo (en), avant d'être finalement retiré du service en novembre 2016.
China Eastern Airlines utilise toujours le numéro de vol 583, bien que le vol soit désormais assuré par un Boeing 777 depuis l'aéroport international de Shanghai-Pudong.

## Médias
Michael Crichton s'est servi de l'accident du vol 583 comme base de l'intrigue de son roman Turbulences (Airframe), publié trois ans plus tard.
L'accident a fait l'objet d'un épisode dans la série télévisée Air Crash nommé « Chaos en cabine » (saison 25 - épisode 6).